# Прирітник мангровий
Прирітник мангровий (Platysteira albifrons) — вид горобцеподібних птахів прирітникових (Platysteiridae).

## Поширення
Ендемік Анголи. Поширений на заході країни. Природними середовищами існування є субтропічні або тропічні сухі ліси, субтропічні або тропічні мангрові ліси, субтропічні або тропічні сухі чагарники.